# Medasina infausta
Medasina infausta là một loài bướm đêm trong họ Geometridae.